# Sakété
Sakété je grad u beninskom departmanu Plateau. Nalazi se 10 km zapadno od nigerijske granice i oko 30 km sjeverno od Porto-Nova.
Godine 1905. u Sakétéu je podignuta pobuna protiv francuske uprave, pri čemu je poginuo zamjenik upravitelja Cait. U sjećanje na taj događaj podignut je spomenik.
Prema popisu iz 2002. godine, Sakété je imao 26.036 stanovnika.